# صهريج بين السويقتين
يحيط الصهريج بين السويقتين أبـ السويقتين المخيتين والبنى التي في الحفرة بين السويقتين. ويحتوي على دائرة ويليس الشريانية وكذلك على العصب المحرك للعين (CN3).